# Radó György
Radó György (teljes nevén: Radó György Endre) (Budapest, 1912. október 10. – Budapest, 1994. július 2.) magyar író, műfordító, irodalomtörténész, a Magyar Mickiewicz Társaság tagja.

## Származása
Budapesten született Radó Rikárd (1876–1945), a Fővárosi Közlöny szerkesztőjének és Kőszegi Irmának (1887–1975) első gyermekeként izraelita családban. 1919-ben a szüleivel együtt a római katolikus vallásra tért át.

## Művei
- A szovjet népek irodalmának magyar bibliográfiája I-V. (Kozocsa Sándorral) (1950-1957)
- Gorkij Magyarországon (1951)
- Majakovszkijról (tanulmány) (1960)
- Fehér éjszakáktól a Fekete-tengerhez (útirajz) (1962)
- Világjáró Besse János (Tardy Lajossal) (regény) (1963)
- Gorkij élete (életrajzi regény) (1967)
- Szomszédunk Ukrajna (tanulmány) (1969)
- Túl a Kaukázuson (útirajz) (1971)
- Nyelvrokonok között (útirajz) (1975)
- A Szovjetunió uráli és türk népeinek irodalma Magyarországon (tanulmány) (1976)
- Moszkvától Moszkváig (útirajz) (1977)
- Madách Imre Életrajzi krónika (tanulmány) (1987)
- Így élt Madách Imre (1990)
- Az én hazám (tanulmány) (1990)

## Műfordításai
- Pervomajszkij: Budapesti levél (1945)
- Majakovszkij: V. I. Lenin (poéma) (1946)
- Gorkij: Aki az életet keresi (regény) (1947)
- Gorkij: Életem. Gyermekkor (önéletrajzi regény) (1949)
- Osztrovszkij: Az acélt megedzik (regény) (1949)
- D. Karelin: A Sarkvidék hősei (1950)
- R. Giovagnoli: Spartacus (regény) (1952)
- Ty. Szjomuskin: A jégvilág Robinsonja (regény) (1963)
- Anatolij Sztaszj: Zöld útvesztő (regény) (1974)

## Kitüntetései
- A Polonia Restituta Érdemrend tisztikeresztje (1948) (Lengyelország)
- A Magyar-Szovjet Baráti Társaság aranykoszorús jelvénye (1955)
- Madách-emlékérem (1964) (Nógrád megye)
- A Munka Érdemrend arany fokozata (1972)
- A Lengyel Kultúráért érdemrend (1975)
- A Német Szövetségi Köztársaság Fordító- és Tolmácsszövetségének Aranytűje (1985)
- FIT-Nathhorst Nemzetközi Műfordítói Díj (1987)
- A Magyar Népköztársaság Csillagrendje (1987)